# 韋內羅科洛峰
46°10′58″N 10°31′10″E / 46.18268°N 10.51956°E
韋內羅科洛峰（義大利語：Punta del Venerocolo），是意大利的山峰，位於該國北部，由倫巴第大區負責管轄，屬於阿達梅洛-普雷薩內拉阿爾卑斯山脈的一部分，海拔高度3,323米，每年平均降雨量1,357毫米。